# 堺正幸
堺 正幸（さかい まさゆき、1952年11月8日 - ）は、日本のフリーアナウンサー、鉄道ジャーナリスト。元フジテレビアナウンサー。

## 来歴・人物
神奈川県川崎市出身。浅野中学校・高等学校では放送部に在籍。
慶應義塾大学法学部卒業後、1975年に入社。同期は和田圭、田丸美寿々、酒井ゆきえ。大学の同級生に松下賢次、大石幼一、2年先輩に池上彰、宮本隆治、1年後輩に陣内誠、福井謙二、大橋俊夫がいる。
入社後は主にスポーツ実況などを担当。スーパー競馬などで、日本ダービーや有馬記念などのGI競走ほか数々の競走を実況、後に、名勝負と呼ばれる競走や、大穴が出た競走での思わず出た実況フレーズで名を馳せた（後述を参照）。
『ドキュメンタリー・アドルフ・ヒトラー』のナレーションを担当したほか、報道キャスターとしては『FNNスピーク』の平日版男性キャスターを2002年3月まで10年に渡り担当した。
2005年7月、陣内誠の後任としてアナウンス室長に就任。そのため『FNS27時間テレビ』の「新人アナウンサーお披露目」への立ち会い以外はバラエティ番組には全く出演していなかったが、2007年10月21日に『アナ☆ログ』で久々に出演した。
『シリーズ こんな生き方がしたい ニュースキャスター田丸美寿々』（板倉久子著、理論社）では、新人だった1975年に当時新宿区河田町にあったフジテレビ本社の正面玄関で撮影された新人アナウンサー5人が一列に並んだ写真が掲載されており、その写真には最前列から田丸、酒井、テレビ新広島の新人2人（神田康秋と池本良子）、そして最後部に堺が写っており、22歳だった当時の姿を見ることができる。
2008年4月8日から9月9日まで『タモリのジャポニカロゴス』の人気コーナー「世にもステキな言いまつがいの世界」のナレーターを務めていた。
2009年7月、CSR推進室（室長）へ異動、2011年6月29日付でCSR推進室専任局長に就任。
2012年11月30日付でフジテレビを定年退職。フリーアナウンサーとして活動する。

## エピソード
本節では、堺の趣味などからのエピソードを記述する

### 鉄道関連
- 鉄道好きが高じて、フジテレビ739の鉄道番組『みんなの鉄道』『新・みんなの鉄道』のナレーションを担当。CSR推進室に異動となってアナウンサー職から離れても本作のナレーションだけは継続して担当し、フジテレビ退職以降も引き続き担当、鉄道ビデオ等のナレーションでも活動している。
- 『晴れたらイイねッ!Let'sコミミ隊』では「堺の車窓から」[注 4] というコーナーがあった。
- 国鉄時代から東北新幹線と上越新幹線の車内放送を担当しており、国鉄分割民営化以降もJR東日本の新幹線、北海道新幹線、 北陸新幹線、JR東日本管内の在来線特急列車（篠ノ井線特急「しなの」および、寝台特急 「サンライズ出雲・瀬戸」を除く[注 5]）の車内放送用アナウンスを担当。ペアを組む英語放送はジーン・ウィルソン[1]。
  - 1982年6月の東北新幹線開業前、国鉄の広報担当者からフジテレビに、自動列車案内放送のアナウンスを依頼。当時アナウンス部のデスクだった盛山毅が、鉄道好きである堺を推薦したのが始まり[2]。

### 競馬関連
- 1982年、1986年、1988年および1991年から2004年まで通算17年にわたり競馬界の総決算レースとされる有馬記念で実況を務めた[注 6]。他にも日本ダービーの実況を、1989年から1995年まで7年間担当した[注 7]。
  - 1988年の優駿牝馬では最後の直線で勝ち馬コスモドリームと郷原洋行騎乗のサンキョウセッツを取り違えて実況し「郷原初の牝馬GI制覇。」と実況するという致命的なミスを犯している。なお後に発売されたビデオ版では該当箇所は差し替えられている。
  - 1988年の第33回有馬記念では、のちに「昭和最後の名勝負」と謳われた三強（オグリキャップ、サッカーボーイ、タマモクロス）+1（スーパークリーク）決戦を実況している。
  - 1990年の第57回日本ダービーでは、中野栄治騎乗のアイネスフウジンが見事に逃げ切りで勝利を収め、ゴール後ウイニングランで戻ってきた中野に向かって、観客からの自然発生的な勝利騎手への名前の連呼[注 8]した競走を実況した[3]。
  - 1990年代の名馬トウカイテイオーが勝利したGIレース（第51回皐月賞、第58回日本ダービー、第12回ジャパンカップ、第38回有馬記念）は彼が全て実況した。中でも1993年の第38回有馬記念では、364日振りの出走で掴んだ勝利に「奇跡の復活」と称えた[4]。
  - 上記のような名勝負や名馬の実況もした傍ら、大穴が開いた競走も実況しており、中でもギャロップダイナが皇帝シンボリルドルフに勝った、1985年の第92回天皇賞（秋）でのゴール直後の「あっと驚くギャロップダイナ根本康広!!…、あっと驚くギャロップダイナ右手を高々と上げています…」[5][注 9]と、ダイユウサクが大駆けした、1991年の第36回有馬記念でのゴール寸前に思わず出た「これはビックリ、ダイユウサク!!」[6][注 10]が、有名実況フレーズとして雑誌などに掲載されたものもある[7][注 11]。
- アナウンサー生活35年のうち、競馬実況が30年、中でも有馬記念は14年に亘る長期連続実況を担当した。
- みんなのKEIBAとBSスーパーKEIBA（BSフジ）の放送開始時と終了時の、「主催は、JRA・日本中央競馬会です（でした）」と読み上げるアナウンスは退職後の2025年6月まで堺の音声が使われていた。

### その他
- 競馬以外では、『FNNスピーク』の平日担当が10年（1992年から）と長く続けた。
- 三菱エレベーターの男声アナウンスも担当している。
- フジテレビ系ドラマ『コードブルー』の解説放送の声優も担当した。

## 出演番組
- 新・みんなの鉄道（フジテレビONE）：ナレーター
- 土曜プレミアム（フジテレビ）：副音声解説
- LPGA女子ゴルフツアー（WOWOW）：実況（2019年 - ）

### 過去の出演番組
- FNSの日：「新人アナウンサーお披露目」立会人
- FNNモーニングワイド ニュース&スポーツ：キャスター
- FNNスピーク：城ヶ崎祐子、河野景子、木幡美子、田代尚子、近藤サト、高木広子とキャスター
- プロ野球中継
- プロ野球ニュース
- 晴れたらイイねッ!：不定期
- FNNニュースレポート6:30：逸見政孝、大林宏の代役
- FNNスーパータイム：露木茂の代役
- FNNニュース555 ザ・ヒューマン：笠井信輔の代役
- FNNスーパーニュース：宮川俊二、黒岩祐治の代役
- ダイヤモンドグローブ（ボクシング中継）
- 競馬中継→チャレンジ・ザ・競馬→スーパー競馬：実況（1975年 - 2004年）[注 12]
- FNNレインボー発
- グッドウッド・フェスティバル 〜モータースポーツの祭典〜：ナレーター（BSフジ）
- みんなの鉄道（フジテレビ739）：ナレーター
- タモリのジャポニカロゴス：「世にもステキな言いまつがいの世界」ナレーター。鉄道関連の回では解答者として顔出し出演することもあった。
- アナ☆ログ
- 百識王（2008年12月31日放送）
- 映画『九転十起の男 - 浅野総一郎の青春』：ナレーター（2006年）
- BSフジNEWS：月曜の昼・夕方（2013年6月17日 - 2013年8月）
- BSフジNEWS：土曜・日曜の午後担当（フジテレビ定年退職後）

## 主な実況歴

### GIレース
日本国内
- 中山大障害 (春)（1983年 - 1985年、1988年）
- 皐月賞（1988年 - 1993年、1998年）
- 優駿牝馬（1985年 - 1988年）
- 東京優駿（1989年 - 1995年）
- 安田記念（1989年）
- スプリンターズステークス（1983年 - 1986年、1988年、1990年）※GI昇格前も含む
- 天皇賞（秋）（1985年、1987年 - 1990年）
- ジャパンカップ（1991年 - 1997年）
- 朝日杯3歳ステークス（1987年 - 1989年）
- 中山大障害 (秋)（1983年、1987年）
- 有馬記念（1982年、1986年、1988年、1991年 - 2004年）

海外
- キングジョージ6世&クイーンエリザベスステークス（1985年）

### その他
- 金杯 (東)（1982年、1992年）
- アメリカジョッキークラブカップ（1984年 - 1990年）
- 東京新聞杯（1987年、1988年）
- 東京4歳ステークス→共同通信杯4歳ステークス（1980年、1985年、1986年、1989年、1991年、1997年）
- 目黒記念（1983年、1985年、1988年 - 1990年）
- 中山記念（1987年、1989年、1996年）
- 弥生賞（1990年 - 1993年）
- スプリングステークス（1990年 - 1999年）
- 日経賞（1988年、1989年）
- 京王杯スプリングカップ（1987年、1992年）
- 4歳牝馬特別 (東)（1979年、1986年、1988年）
- エプソムカップ（1984年、1987年）
- 京王杯オータムハンデキャップ（1989年）
- セントライト記念（1987年、1989年 - 1992年）
- オールカマー（1982年 - 1986年、2001年）
- 毎日王冠（1982年、1983年、1986年、1987年、1989年 - 1991年、1996年、2002年、2003年）
- 牝馬東京タイムズ杯（1982年、1984年、1986年、1988年）
- アルゼンチン共和国杯（1988年、1990年）
- 新潟ジャンプステークス（1999年）
- 京成杯3歳ステークス（1982年、1986年、1987年）
- ダービー卿チャレンジトロフィー（1986年、1988年）
- ステイヤーズステークス（1982年 - 1985年）